# Station Rybnik Paruszowiec
Station Rybnik Paruszowiec is een spoorwegstation in de Poolse plaats Rybnik.